# Зарословское сельское поселение
Зарословское се́льское поселе́ние — муниципальное образование в Бердюжском районе Тюменской области Российской Федерации.
Административный центр — село Зарослое.

## История
Статус и границы сельского поселения установлены Законом Тюменской области от 5 ноября 2004 года № 263 «Об установлении границ муниципальных образований Тюменской области и наделении их статусом муниципального района, городского округа и сельского поселения».

## Население
| 2010 | 2011 | 2012 | 2013 | 2014 | 2015 | 2016 |
| ---- | ---- | ---- | ---- | ---- | ---- | ---- |
| 742  | ↘740 | ↘716 | ↘695 | ↘671 | ↘663 | ↘652 |
| 2017 | 2018 | 2019 | 2020 | 2021 | 2023 |      |
| ↘650 | ↘629 | ↘627 | ↘616 | ↘520 | ↘501 |      |

## Состав сельского поселения
| № | Населённый пункт | Тип населённого пункта       | Население |
| - | ---------------- | ---------------------------- | --------- |
| 1 | Власова          | деревня                      | 138       |
| 2 | Зарослое         | село, административный центр | 465       |
| 3 | Кушлук           | деревня                      | 65        |
| 4 | Половинное       | село                         | 74        |